# Serge Gnabry
Serge David Gnabry [sɛʁʃ ˈdaːvɪt gnabʁi] (* 14. Juli 1995 in Stuttgart) ist ein deutscher Fußballspieler. Er wechselte bereits im Jugendalter nach England und spielt seit 2016 in der Bundesliga. 2016 gewann der vielfache Junioren-Nationalspieler mit der Olympiaauswahl bei den Olympischen Spielen in Brasilien die Silbermedaille und kam im selben Jahr zu ersten Einsätzen für die deutsche Nationalmannschaft. Seit Juli 2017 steht er beim FC Bayern München unter Vertrag, mit dem er 2020 das „Sextuple“ aus Deutscher Meisterschaft, DFB-Pokal, UEFA Champions League, UEFA Super Cup, DFL-Supercup und FIFA-Klub-Weltmeisterschaft gewann.

## Leben
Serge Gnabry wurde als Sohn eines Ivorers und einer Deutschen in der baden-württembergischen Landeshauptstadt Stuttgart geboren und wuchs 30 Kilometer nordwestlich in Weissach auf. Dass es sich bei seinem Vater Jean-Hermann Gnabry um einen ehemaligen ivorischen Nationalspieler handle, wurde jahrelang in den Medien undementiert berichtet. Erst im September 2016 äußerte Serge Gnabry in einem Interview, dass dies nicht zutreffe. Sein Vater sei nicht einmal als Profifußballspieler aktiv gewesen.

## Vereinskarriere
Gnabry begann mit dem Fußballspielen auf Vereinsebene beim TSV Weissach. Über die TSF Ditzingen, GSV Hemmingen, die Sportvg Feuerbach und die Stuttgarter Kickers kam er als Zehnjähriger zum VfB Stuttgart, für den er in der Saison 2010/11 für deren B-Junioren in der B-Junioren-Bundesliga spielte.

### FC Arsenal

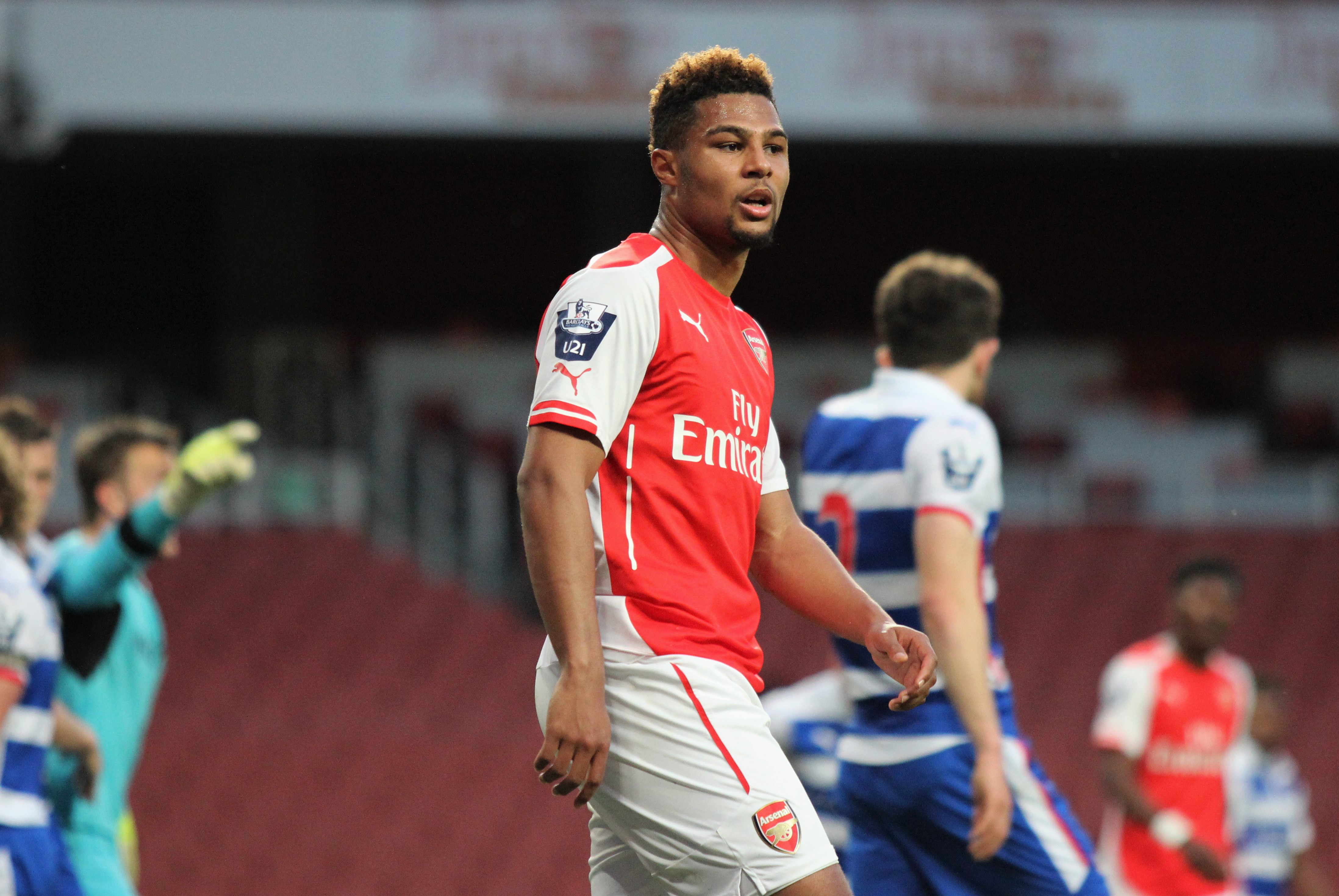
Gnabry im Trikot des FC Arsenal (2015)

Zur Saison 2011/12 verpflichtete ihn der FC Arsenal aus London. Die an den VfB Stuttgart gezahlte Ausbildungsentschädigung betrug 100.000 Euro. In London kam der im rechten offensiven Mittelfeld eingesetzte Gnabry zunächst im Nachwuchsteam (U18) zum Einsatz. Er absolvierte in der Saison neun Spiele für die U18-Mannschaft und erzielte sechs Treffer, ein Spiel im FA Youth Cup sowie sechs Spiele und die Reserve (U21), wo er zwei Tore beisteuern konnte. Für die Reserve lief er ab Beginn des Jahres 2012 auf.
Bei Arsenal unterzeichnete Gnabry am 31. Juli 2012 seinen ersten Profivertrag. Er debütierte am 8. Spieltag der Saison 2012/13 in der Premier League, als er in der Begegnung bei Norwich City in der 82. Minute für Aaron Ramsey eingewechselt wurde. In der Spielzeit 2012/13 gehörte er auch dem Champions-League-Kader der Londoner an und gab sein Debüt in der Königsklasse drei Tage nach seinem ersten Premier-League-Spiel als Einwechselspieler bei der 0:2-Niederlage gegen den FC Schalke 04. Danach fiel er wegen eines eingeklemmten Nervs im Rücken für mehrere Monate aus. Weitere Liga- oder Europapokalspiele absolvierte er in der Profimannschaft in jener Spielzeit nicht. Allerdings wurde er in zwei Begegnungen des League Cups eingesetzt. Auch weist sein Verein für ihn 2012/13 neben Spielen im Youth Cup, der U18-League und der NextGen Series auch 16 Einsätze in der U21 aus, bei denen er vier Treffer erzielte.
In der Saison 2013/14 kam Gnabry am 22. September 2013 gegen Stoke City zu seinem zweiten Einsatz in der Premier League und lief erstmals in der Startelf auf. Am 28. September 2013 erzielte er beim 2:1-Sieg gegen Swansea City sein erstes Tor in der Premier League. Damit ist der zu diesem Zeitpunkt 18 Jahre und 76 Tage alte Gnabry nach Cesc Fàbregas der zweitjüngste Torschütze der Londoner in der Premier-League-Historie. Ende Oktober 2013 verlängerte er seinen Vertrag mit Arsenal bis 2018. Gnabry absolvierte in der Spielzeit 2013/14 bis zu seinem vorläufig letzten Einsatz am 22. Februar 2014 neun Spiele und schoss ein Tor für das Erstligateam. Zudem kam er in zwei Begegnungen der Champions League jener Saison zum Einsatz. Für Arsenals U21-Team bestritt er in der 2013/14 zwei Partien und erzielte zwei Tore. Auch wurde er dreimal in der UEFA Youth League eingesetzt und traf dabei viermal ins gegnerische Tor. In der Saison 2014/15 wurde er in der Premier League nicht eingesetzt. Sein Verein qualifizierte sich für die Champions League und gewann den FA Cup 2014/15. In der U21 des Klubs bestritt er in jener Saison acht Ligaspiele und schoss drei Tore.

### West Brom und Rückkehr zu Arsenal
Zur Saison 2015/16 wechselte Gnabry auf Leihbasis zum Ligakonkurrenten West Bromwich Albion, kam dort jedoch nur zu einem Kurzeinsatz in der Liga sowie zwei Einsätzen im League Cup.
Ende Januar 2016 wurde die Leihe beendet und Gnabry kehrte zum FC Arsenal zurück. Bis zum Saisonende wurde er dort in fünf Ligaspielen des U21-Teams eingesetzt und erzielte zwei Treffer.

### Werder Bremen
Zur Saison 2016/17 wurde Gnabry vom deutschen Bundesligisten Werder Bremen verpflichtet. Er debütierte am 11. September 2016 (2. Spieltag) bei der 1:2-Niederlage gegen den FC Augsburg. In der darauffolgenden Woche erzielte er bei der 1:4-Auswärtsniederlage bei Borussia Mönchengladbach seinen ersten Treffer für Werder Bremen. Der Treffer wurde zum Tor des Monats gekürt. In der Hinrunde avancierte Gnabry zum Leistungsträger bei Werder, erzielte sieben Tore und galt in der schwierigen Phase, in der der Verein bis auf den Relegationsplatz fiel, als einer der Hoffnungsträger. Im März 2017 fiel der Offensiv-Allrounder aufgrund von Knie- und Muskelproblemen rund einen Monat aus. Da sich die Werderaner in Gnabrys Abwesenheit stabilisierten, verlor dieser seinen Stammplatz und stand bis zum Ende der Saison nur noch einmal in der Startelf. Dennoch beendete er die Saison 2016/17 mit elf Toren in 27 Spieleinsätzen als zweitbester Bremer Torschütze in der Bundesliga hinter Max Kruse. Anfang Juni 2017 nutzte er eine Ausstiegsklausel in seinem Vertrag, um den Verein am Monatsende zu verlassen.

### TSG 1899 Hoffenheim
Zur Saison 2017/18 wurde Gnabry vom FC Bayern München verpflichtet und mit einem bis zum 30. Juni 2020 laufenden Vertrag ausgestattet. Noch vor dem Ende seines Urlaubs nach der gewonnenen U21-Europameisterschaft wurde er – auf eigenen Wunsch – bis zum Saisonende an die TSG 1899 Hoffenheim ausgeliehen, die in der Vorsaison den vierten Tabellenplatz belegt hatte. Dort kam er am 19. August 2017 (1. Spieltag) beim 1:0-Sieg gegen seinen Ex-Klub Werder Bremen erstmals zum Einsatz, als er in der 67. Minute für Mark Uth eingewechselt wurde. Anschließend fiel er zunächst wegen einer Kapselverletzung aus. Bei seinem Comeback im Spiel gegen den FC Schalke 04 am 23. September 2017 verletzte er sich am Oberschenkel und fiel rund eineinhalb Monate aus. In der Länderspielpause kam Gnabry in der Regionalliga Südwest bei der zweiten Mannschaft der Hoffenheimer gegen den VfB Stuttgart II (3:1) zum Einsatz. Seine ersten beiden Tore erzielte er am 2. Dezember 2017 (14. Spieltag) beim 4:0-Heimsieg gegen RB Leipzig. Sein Treffer zum 3:0 aus 45 Metern wurde anschließend zum Tor des Monats gewählt.
Mit Beginn der Rückrunde etablierte sich Gnabry unter Trainer Julian Nagelsmann endgültig als Stammspieler im 3-5-2-System der Hoffenheimer, wo er wahlweise als hängende Spitze oder als Außenstürmer zum Einsatz kam. Er steuerte in der Rückrunde acht Tore bei und war damit einer der Garanten für den Aufschwung der TSG in der zweiten Saisonhälfte, die mit Platz drei und der erstmaligen Qualifikation für die Champions League endete, nachdem Hoffenheim in der Winterpause noch auf dem siebten Tabellenplatz gelegen hatte und in den Pokalwettbewerben frühzeitig ausgeschieden war.

### FC Bayern München

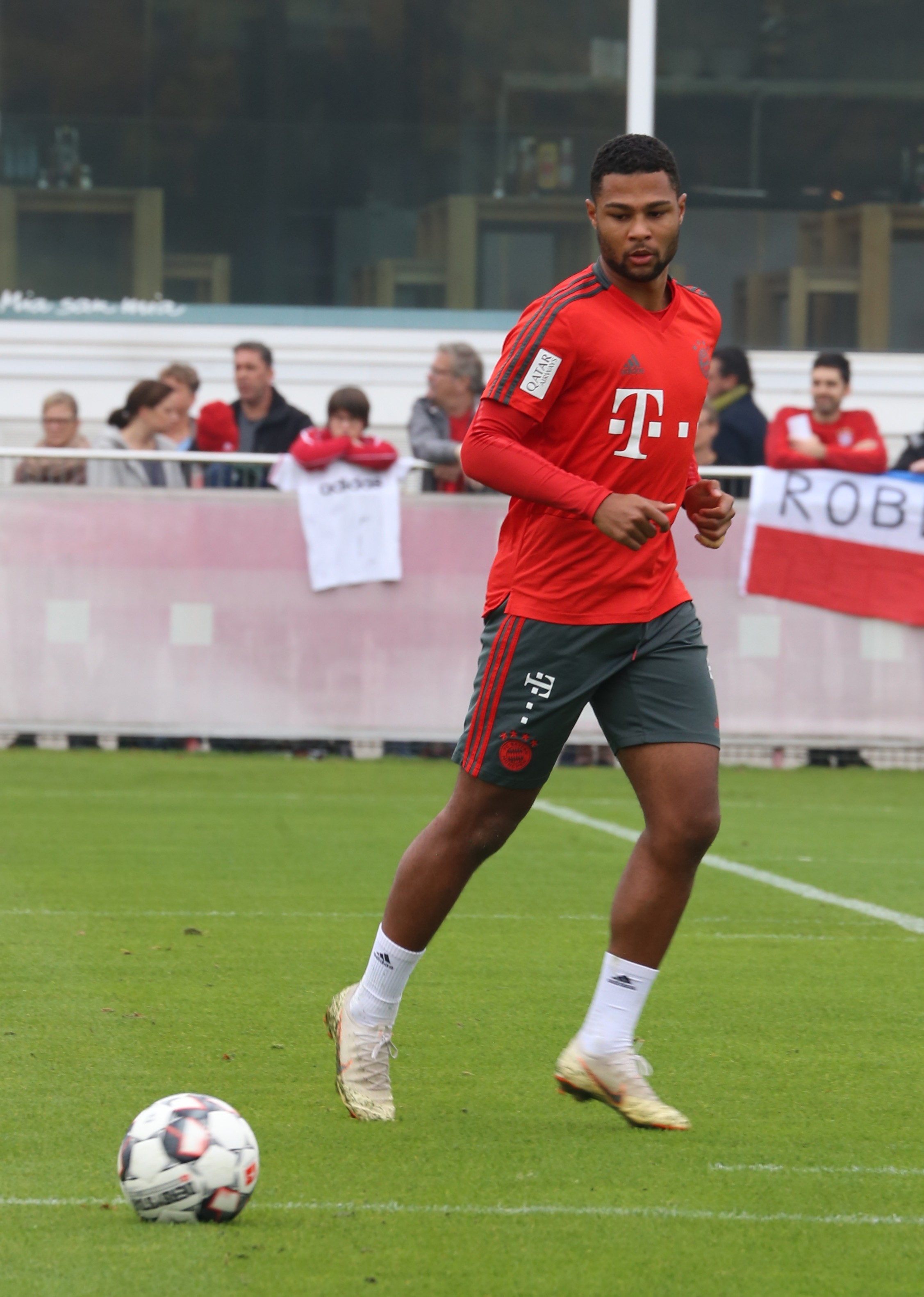
Gnabry beim Training des FC Bayern (2018)

Im April 2018 bestätigte die TSG Hoffenheim, dass Gnabry zur Saison 2018/19 wie geplant zum FC Bayern München wechselt. Am 1. September 2018 (2. Spieltag) debütierte er in der mit 3:0 gewonnenen Bundesligabegegnung mit dem VfB Stuttgart nach Einwechslung für Franck Ribéry in der 77. Minute. Sein erstes Pflichtspieltor für München erzielte er beim 1:1 gegen den SC Freiburg am 3. November 2018 (10. Spieltag). In seiner ersten Saison mit den Münchnern gewann er das Double – bestehend aus der Deutschen Meisterschaft sowie dem DFB-Pokal – und wurde von den Fans des FC Bayern zum Spieler der Saison 2018/19 gewählt. Am 1. Oktober 2019, in seinem 50. Pflichtspiel für die Bayern, traf Gnabry beim 7:2-Auswärtssieg gegen Tottenham Hotspur in der zweiten Spielhälfte viermal und erzielte damit seine ersten Tore in der UEFA Champions League. 2020 gewann er das Triple aus Meisterschaft, Pokal und Champions League. Zum Gewinn der Champions League trug er mit insgesamt neun Toren bei und war damit zweitbester Torschütze seiner Mannschaft.
Im Juli 2022 wurde sein Vertrag beim FC Bayern vorzeitig bis 2026 verlängert.
In der Saison 2023/2024 verpasste Gnabry verletzungsbedingt die Mehrzahl an Spieltagen. Er hatte sich erst in der 1. Runde des DFB-Pokals den Unterarm gebrochen und fiel am 14. Spieltag wegen einer Adduktorenverletzung erneut aus. In sechs Pflichtspielen, in denen er bis zum 28. Spieltag zum Einsatz kam, gelangen ihm vier Tore und eine Vorlage, ehe er sich im Achtelfinale der Champions League, in dem er ein Tor erzielte, einen Muskelfaserriss zuzog und erneut ausfiel.

## Nationalmannschaftskarriere

### U-Nationalmannschaften

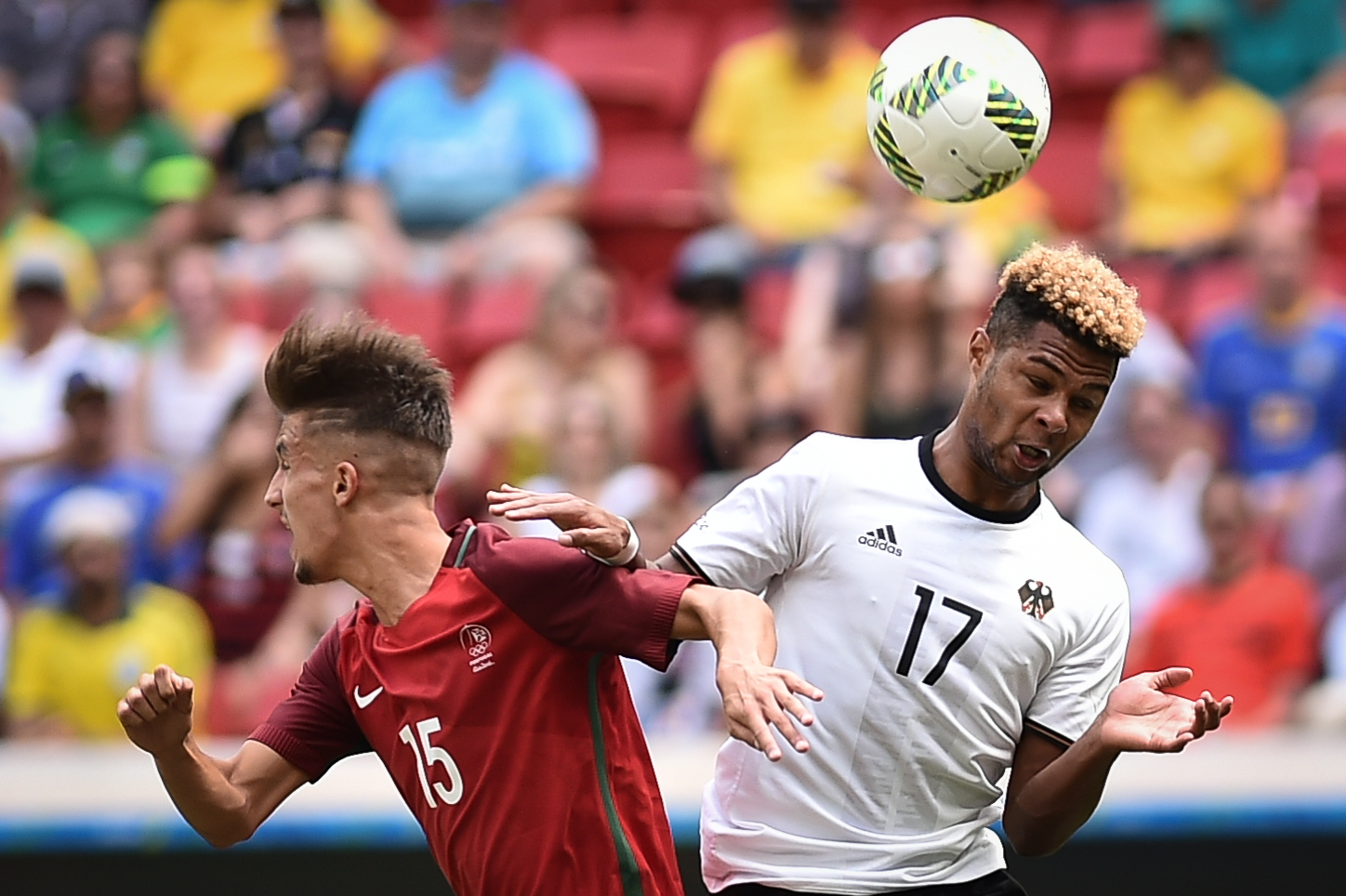
Gnabry (r.) beim Kopfballduell mit Fernando Fonseca im Spiel gegen Portugal (Olympia 2016)

Gnabry wurde fünfmal in der deutschen U16-Nationalmannschaft eingesetzt. Dabei traf er einmal ins gegnerische Tor. Er spielte ebenfalls für die deutsche U17-Auswahl. Dort stehen von 2011 bis 2012 zwölf Länderspiele und drei Länderspieltore für ihn zu Buche. 2012 gehörte er dem Kader der U18 des DFB an. Für die U18 bestritt er 2013 zwei Länderspiele, in denen er drei Tore erzielte. Für die U19 lief er im gleichen Jahr bis zu seinem letzten Einsatz am 15. Oktober 2013 in fünf Länderspielen auf und schoss drei Tore. Am 27. März 2015 debütierte er im U21-Länderspiel gegen Italien in der deutschen U21-Nationalmannschaft. Er wurde in der 46. Minute für Amin Younes eingewechselt.
Am 15. Juli 2016 wurde er in den Kader der deutschen Olympiaauswahl für das olympische Fußballturnier in Rio de Janeiro berufen. Im Auftaktspiel gegen Mexiko trug er einen Treffer zum 2:2 bei. Beim 3:3 im zweiten Gruppenspiel gegen Südkorea traf er zweimal, anschließend wurde er zum Spieler des Spiels ernannt. Ebenfalls zwei Tore erzielte er beim 10:0-Sieg im dritten Gruppenspiel gegen Fidschi. Beim 4:0-Sieg im Viertelfinale über Portugal schoss er einen weiteren Treffer. Auch beim mit 2:0 gewonnenen Halbfinale gegen Nigeria war er im Team, erstmals im Turnierverlauf erzielte er aber kein Tor. Auch im Finale gegen Gastgeber Brasilien, das im Elfmeterschießen verloren wurde, blieb er ohne Torerfolg. Zusammen mit Nils Petersen war er mit sechs Toren bester Torschütze des Turniers, er hatte aber mehr Einsatzzeit als Petersen. Für diesen Erfolg wurde er mit seiner Mannschaft am 1. November 2016 mit dem Silbernen Lorbeerblatt geehrt.
Bei der U21-EM 2017 in Polen kam Gnabry in allen fünf Spielen zum Einsatz und gewann mit der Mannschaft den Titel. Insgesamt bestritt er 15 U21-Länderspiele und erzielte dabei vier Tore.

### A-Nationalmannschaft

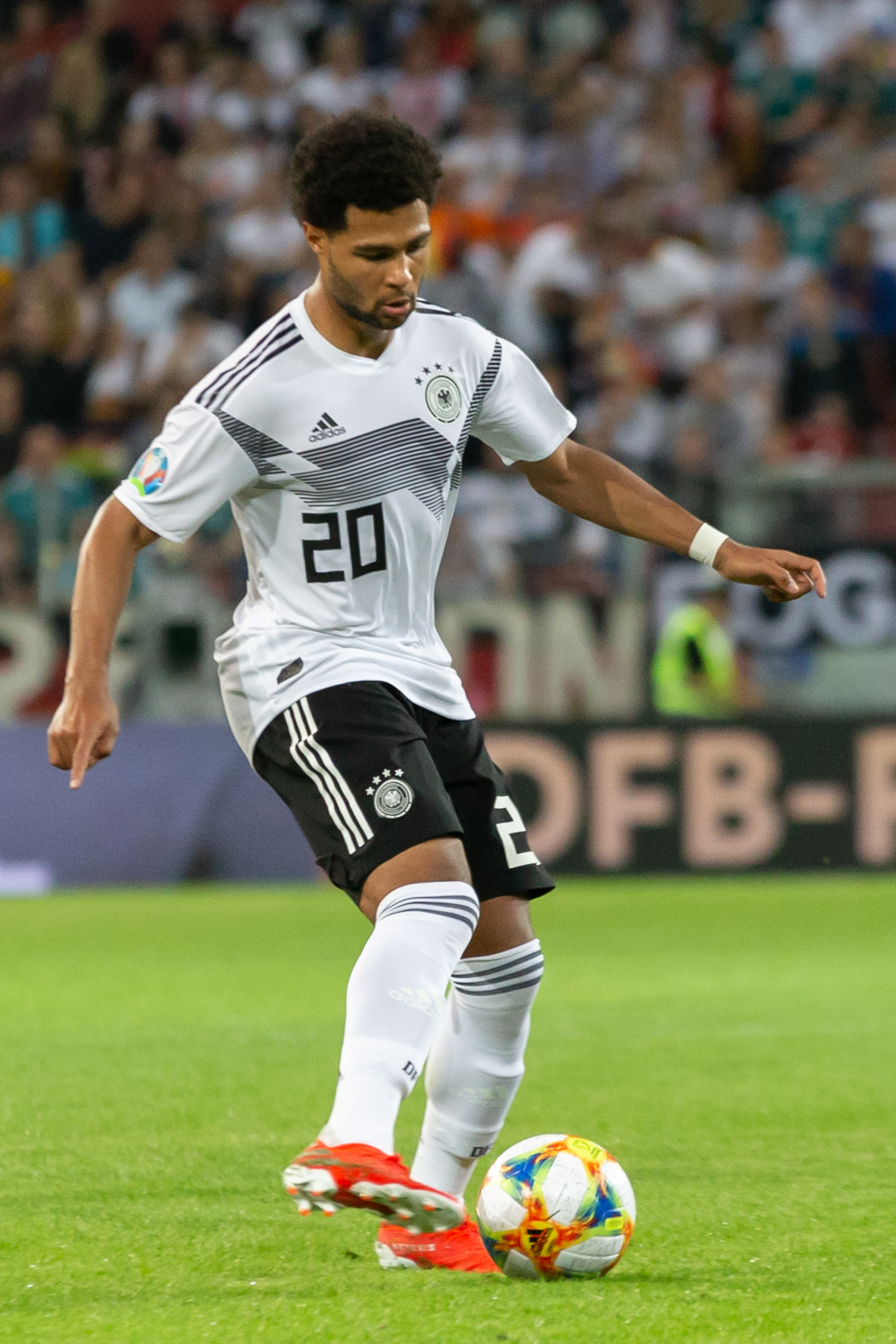
Gnabry im Länderspiel gegen Estland (2019)

Am 4. November 2016 wurde Gnabry erstmals in den Kader der deutschen A-Nationalmannschaft berufen. Am 11. November 2016 debütierte er in Serravalle im WM-Qualifikationsspiel mit einem Startelfeinsatz beim 8:0-Sieg gegen San Marino in der deutschen A-Nationalmannschaft und erzielte dabei seine ersten drei Länderspieltore. An der Weltmeisterschaft 2018 nahm Gnabry, der zu diesem Zeitpunkt verletzt war, nicht teil. Bis zum 19. November 2019 erzielte er in seinen ersten 13 Länderspielen 13 Tore. Damit hatte Gnabry in der Nationalmannschaft die höchste Trefferquote seit Gerd Müller. Für seinen Treffer im EM-Qualifikationsspiel gegen die Niederlande im März 2019 zum 0:2 wurde er zum dritten Mal als Torschütze des Monats ausgezeichnet.
Mit der deutschen Auswahl erreichte er bei der Europameisterschaft 2021 das Achtelfinale, wo Deutschland gegen England ausschied.
Im November 2022 wurde er von Trainer Hansi Flick in den Deutschland-Kader für die Fußball-Weltmeisterschaft 2022 berufen. In diesem Turnier schied Deutschland bereits in der Gruppenphase aus; Gnabry stand in allen drei Spielen auf dem Feld und erzielte beim 4:2-Sieg gegen Costa Rica ein Tor.

## Erfolge

### Nationalmannschaft
- U21-Europameister: 2017
- Olympische Silbermedaille: 2016

### Vereine
International
- Champions-League-Sieger: 2020
- Klub-Weltmeister: 2020
- UEFA-Super-Cup-Sieger: 2020

England
- Pokalsieger (2): 2014, 2015

Deutschland
- Meister (6): 2019, 2020, 2021, 2022, 2023, 2025
- Pokalsieger (2): 2019, 2020
- Supercupsieger (4): 2020, 2021, 2022, 2025

## Auszeichnungen
- Torschütze des Monats September 2016,[61] Dezember 2017,[62] März 2019,[63] August 2020[64]
- Spieler der Saison beim FC Bayern München: 2018/19[41]
- Spieler des Monats der Bundesliga: Oktober 2019 und November 2022
- Mannschaft des Jahres 2020[65] (als Mitglied des FC Bayern München)

## Sonstiges
Gnabry unterstützt die Initiative Common Goal, bei der Fußballspieler ein Prozent ihres Gehalts spenden. Er spricht neben Deutsch und Englisch auch Französisch.
Gnabry trug in der Saison 2019/20 zunächst die Rückennummer 22. Zur Saison 2020/21 erhielt er die 7, welche zunächst für eine Saison zu Ehren von Franck Ribéry, aber auch von dessen Vorgänger Mehmet Scholl, gesperrt worden war. Nach der Ära Scholl sollte die 7 nicht vergeben werden. Scholl hatte, in Abstimmung mit den Vereinsverantwortlichen, die Freigabe seiner Rückennummer für Ribéry gegeben. Auch Bundestrainer Hansi Flick und der Vorstandsvorsitzende Karl-Heinz Rummenigge hatten zu ihrer aktiven Zeit bei Bayern München die 7 auf dem Rücken.